# 克勞福德 (緬因州)
克勞福德（英語：Crawford）是一個位於美國緬因州華盛頓縣的鎮。

## 人口
根據2020年美國人口普查的數據，克勞福德的面積為97.85平方千米，當中陸地面積為89.41平方千米，而水域面積為8.44平方千米。當地共有人口93人，而人口密度為每平方千米1人。